# Sant Miquel de Vila-sana
Sant Miquel de Vila-sana és un monument del municipi de Vila-sana (Pla d'Urgell) inclòs en l'Inventari del Patrimoni Arquitectònic de Catalunya.

## Descripció
Edifici religiós de construcció senzilla sense cap ornamentació. La façana principal és asimètrica, compartida per l'església i la rectoria en un mateix pla, i està cobert a dues aigües. La porta de l'església és d'arc rebaixat i a sobre hi ha un petit òcul. El campanar està situat a un lateral de la nau, és de planta quadrangular amb una obertura d'arc de mig punt en la part superior de cada cara i la coberta és a quatre vessants.

## Història
Cap al 1130 sembla que existia una capella a Utxafava documentada el 1159 dins el bisbat de Vic on consta la consagració de l'església de Sant Miquel d'Utxafava. Probablement deuria tractar-se d'una petita capella romànica. El 1598, quan es va crear el bisbat de Solsona, Vila-sana passà a dependre d'ell. A començaments del segle xviii l'església parroquial devia estar enderrocada o força malmesa, ja que a partir del 1702 en què fou beneïda la capella de la Verge de la Cabeça, aquesta actuà de parròquia fins a la consagració del nou temple. Els tràmits de construcció d'aquest s'iniciaren el 28 de novembre del 1781, sota la direcció de Joan Ponsich, procurador del duc de Sessa i el senyor Mariano Ramon de Gomar i de Ferrer en terrenys del duc. L'obra començà el 6 de juny del 1784 i la part principal de l'església fou acabada l'any 1970, essent beneïda el 14 de juny. Tres anys després el bisbe de Solsona en donà la llicència i es convertí en la parròquia de Sant Miquel Arcàngel. El 1794 es va col·locar la campana pagada pel duc de Sessa; fou posada entre dos pilars, ja que el campanar encara no estava fet. Al llarg del segle xix s'anaren acabant els altars i s'hi col·locaren ornaments: la Verge del Roser i els altars del Roser i de Sant Antoni. Al costat de l'església hi ha la rectoria. L'any 1895 els seus baixos eren ocupats per l'escola de nens. Amb la Guerra Civil l'església fou saquejada i totes les imatges foren cremades. L'església es va convertir en un magatzem, el campanar fou enderrocat i les campanes venudes. El 1941 es va adquirir una nova campana i es va construir el campanar; l'any 42 es va acabar la reparació de l'església iniciada l'any abans. El 1955 es va col·locar el rellotge del campanar que fou comprat a la casa Tribó de Barcelona. Aquell mateix any l'església va acollir les relíquies de Sant Pere Claret i s'inaugurà la plaça de l'Església. El 1962 es van inaugurar les pintures de l'església i la imatge del nou Sant Miquel.